# TSR Radków „Góra Guzowata”
TSR Radków „Góra Guzowata” – telewizyjna stacja retransmisyjna z wieżą o wysokości 26 m, znajdująca się w Radkowie, zlokalizowana jest na Górze Guzowatej w pobliżu granicy z Czechami. Obiekt wykorzystywany jest także przez operatora telefonii komórkowej Plus. Użytkownikiem stacji jest Emitel.
22 kwietnia 2013 została zakończona emisja programów telewizji analogowej. Tego samego dnia rozpoczęto nadawanie sygnału trzeciego multipleksu w ramach naziemnej telewizji cyfrowej.

## Transmitowane programy

### Programy telewizyjne – cyfrowe
| Nazwa multipleksu | Częstotliwość | Kanał | Moc promieniowana nadajnika | Polaryzacja | Kompresja wizji |
| ----------------- | ------------- | ----- | --------------------------- | ----------- | --------------- |
| MUX 3             | 506 MHz       | 25    | 0,026 kW                    | pozioma     | MPEG-4          |

## Nienadawane analogowe programy telewizyjne
| LP | Program | Właściciel            | Częstotliwość | Kanał | Moc nadajnika | Polaryzacja | Data wyłączenia nadajnika |
| -- | ------- | --------------------- | ------------- | ----- | ------------- | ----------- | ------------------------- |
| 1  | TVP1    | Telewizja Polska S.A. | 615,25 MHz    | 39    | 0,1 kW        | pozioma     | 22 kwietnia 2013          |
| 2  | TVP2    | Telewizja Polska S.A. | 527,25 MHz    | 28    | 0,1 kW        | pozioma     | 22 kwietnia 2013          |